# Dominó (matemáticas)

La única pieza libre del dominó

En matemáticas, un dominó es un poliominó de orden 2, es decir, un polígono en el plano compuesto por dos cuadrados de igual tamaño conectados lado a lado. Cuando las formas generadas por operaciones de rotación y reflexión no se consideran como formas distintas, solo existe un tipo de dominó libre.
Como tiene ejes de simetría, también es el único dominó unilateral (dado que por reflexión tampoco se pueden obtener piezas distintas). Cuando las rotaciones también se consideran distintas, hay dos dominós fijos: el segundo puede crearse rotando el anterior 90°.
Un teselado en dominó es un recubrimiento de un poliominó con dominós. Aparecen en varios problemas célebres, como el problema del diamante azteca. Las grandes regiones con forma de diamante poseen una cantidad de teselaciones igual a un potencia de dos, con la mayoría de las superposiciones que aparecen al azar dentro de una región circular central y que tienen una estructura más regular fuera de este "círculo ártico". También aparecen en el problema del tablero de ajedrez mutilado, en el que la eliminación de dos esquinas opuestas de un tablero de damas y ajedrez hace que sea imposible recubrirlo con dominós.
En un sentido más amplio, el término dominó a menudo se entiende simplemente como un teselado de cualquier forma.